# Марцин Дороцінський
Марци́н Гжегож Дороці́нський (пол. Marcin Grzegorz Dorociński; нар. 22 червня 1973, Мілянувек) — польський кіно-, теле- та театральний актор. Відомий ролями у нізці польських фільмів, а також у серіалі «Ферзевий гамбіт» від Netflix.

## Біографія
Марцин Дороцінський народився в Мілянувеку, виріс у селі Клудзєнко. Його батько був ковалем, мати — домогосподаркою. У дитинстві мріяв стати футболістом, але через травму залишив спорт. У 1993—1997 роках навчався в Театральній академії ім. Александра Зельверовича у Варшаві.
Після завершення навчання працював у Драматичному театрі у Варшаві, де брав участь у виставах «Приборкання норовливої», «Платонов» та інших.
У кіно дебютував 1995 року у стрічці «Шаманка» режисера Анджея Жулавського. Широку популярність здобув після ролі у серіалі «Пітбуль» (2005).

## Особисте життя
Одружений із сценографкою Монікою Судуль. Подружжя має двох дітей: сина Станіслава (нар. 2006) і доньку Яніну (нар. 2008), а також пасинка Якуба.

## Вибрані нагороди
- Премія імені Збишека Цибульського (2005)[6]
- Paszport Polityki (2011)
- Гдинський кінофестиваль — найкраща чоловіча роль (2011)
- Срібна медаль «За заслуги в культурі Gloria Artis» (2014)[7]
- Премія «Wiktor» — за найкращу чоловічу роль (2021)[8]